# Delta (sèrie de televisió)
Delta és un thriller, creada i dirigida per David Gonzàlez. La sèrie fou emesa per À Punt a partir del 15 de setembre de 2024 i Televisió de Catalunya la va estrenar el 7 de juliol de 2025. El novembre de 2023 es va anunciar el rodatge de la sèrie. És protagonitzada per l'actriu barcelonina Meritxell Calvo i l'actriu valenciana Raquel Ferri. És la primera sèrie de ficció rodada al delta de l'Ebre.

## Argument
La història mostra els problemes del Delta com també l'amenaça de desaparició per la crisi climàtica. La recerca d'una activista mediambiental per part d'una periodista és l'inici d'aquest thriller rural.

## Repartiment
Alguns dels actors i els seus personatges:
- Raquel Ferri - Meritxell Reverter, Meri, patrona d'un vaixell turístic, antigament pescadora ("la reina del pop"), és del Delta, filla de pescador.
- Meritxell Calvo - Júlia Serra, periodista de Barcelona, treballa per la revista Parèntesi. S'interessa en la Tina.
- Pep Tosar - Ricardo Reverter, pescador (de peix i angula) i pare de la Meritxell
- Lluís Marquès - Miki o Miqui, l'ex de la Meritxell
- Sergi Gibert - el Lluís o Lluïset, policia del Delta
- Cristina Fernández - la María José Reverter, Marijo, germana de la Meritxell
- Martí Atance - el Jaume
- Carles Roig - el Nil, ecologista i activista de l'ONG Nature Watch
- Carol Rovira - la Tina, porta l'empresa Poemes del Caiac, que fan rutes, i és pagesa(?). S'interessa en la Júlia.
- Imma Sancho Miralles - l'Esmeralda, Esme, mare de la Meritxell i la Marijo
- Jordi Ballester - l'inspector Rovira
- Glòria March Chulvi - la Carmina Belmonte, propietari d'una finca d'arrossars ran de la platja de la Marquesa
- Joaquín Mollà - el Fredi, de la confraria de l'angula, treballa amb el Ricardo
- Milo Taboada - el Carlos o "Charlie" Pérez, cosí gran del Manu, arrossaire, junts porten una finca d'arrossars familiar al costat de la de la Carmina, terreny a la vora del mar i inundable per regressió.
- Pol Fernández - el Manu Pérez, cosí petit del Carlos, arrossaire, junts porten una finca d'arrossars
- Quimet Pla - l'Emili, un hidrogeòleg jubilat de la Ràpita
- Marc Pujol - el Nico, relacions públiques de Modosa, empresa salinera (fictícia) que gestiona les salines de la Trinitat de La Ràpita.
- Alberto Lozano - l'Antoni, gerent de Modosa, empresa salinera (fictícia) que porta les salines de la Trinitat.
- Xavier Boada - el Francesc Comes, portaveu dels regants (Comunitat de Regants)
- Toni Misó - el Cisco, "lo del port"...
- Òscar Muñoz - el Jordi Curto, representant dels musclaires a la Mesa
- Ramon Vila - el Manel, pescador i pare del Guillem, li diu a la Meritxell "reina del pop"
- Adrià Escudero - el Guillem, pescador i fill del Manel
- Manel Sans - el Montes, ficat en el negoci de l'angula...
- Mercè Comes - la Dolors, veïna de la Bianca
- Mercè Rovira - Pilar, mare? germana? del Miki...
- Oriol Genís - Don Eusebio Moran, l'Eusebio, propietari de l'Illa de Buda
- Maian Zaragoza - perxador de barquet, Illa de Buda
- Natasha Garustovich - l'Alina, la romanesa enrotllada amb el Ricardo
- Antonio Coman - el Bohdan, germà de l'Alina, viu a l'Aldea
- Mel Salvatierra - la Cristina Garcés, activista de Nature Watch que agafa la baixa i torna a València
- Mesayah - el Màrio, bàrman / cambrer del Clàssic
- Àlex Romeu - el Cèsar, un dels propietaris de Creuers Robles, i cap de la Meritxell
- Enric Benavent - el Joaquim, pagès de Garcia, té oliveres
- Xavier Capdet - barquer de Garcia. Es mostra una barca transbordador de dos llaguts, uns dels darrers exemples de passos de barca per creuar el riu Ebre que queden a Catalunya. N'hi ha dos altres, també a la Ribera d'Ebre, a Miravet (sense motor) i a Flix.[12] N'hi havien més a tot l'Ebre, però la construcció de nous ponts els ha anat menjant. Fins el 2006, quan van construir el pont lo Passador entre Deltebre i Sant Jaume d'Enveja, per exemple, n'hi quedaven dues d'emblemàtiques a Deltebre.[13]
- Judit Beltri - la Bianca Esposito, ecologista i activista de l'ONG Nature Watch basada al Delta i encarregada de escriure un informe per la Unió Europea sobre la crisi mediambiental del Delta que afectarà les subvencions.
- Delta - la gossa Codi
- etc, etc.
- amb la col·laboració especial de Maria Rodríguez Soto - la Laura Sostres, ex de la Júlia, de Barcelona
- i de Pablo Derqui - el Jofre, de la redacció de la revista Parèntesi a Barcelona, i cap de la Júlia

El director de Delta. Aquaterra és el David Gonzàlez, i els guionistes son aquest i la Laia Foguet.

## Capítols
| Núm. i nom capítol | Data d'estrena         | Audiència TV3 | Audiència À Punt | Breu sinopsis                                                                                                   |
| ------------------ | ---------------------- | ------------- | ---------------- | --- |
| 1 La motxilla      | 15 de setembre de 2024 | 299.000 18%   | 66.000 4,6%      | "La Júlia ha quedat amb la Bianca al Delta, però, quan arriba allà, la Bianca ha desaparegut."                  |
| 2 Tothom parla     | 22 de setembre de 2024 | 212.000 15,5% | 30.000 2,1%      | "La Meri perd la feina i el seu pare sembla el culpable de la desaparició; només li queda parlar amb la Júlia." |
| 3 Sediments        | 29 de setembre de 2024 | 201.000 13,1% | 35.000 2,4%      | "El Nil explica a la Júlia el problema dels sediments i la posa en contacte amb l'Emili, que confirma la tesi." |
| 4 Angules          | 6 d'octubre de 2024    | 120.000 10%   | 23.000 1,7%      | "La Júlia i la Meri descobreixen una finca que podria provocar un gir a tota la investigació."                  |
| 5 Buda             | 13 d'octubre de 2024   | 10,7%         | 28.000 2%        | "Rebuscant a casa de la Bianca, la Júlia troba el que podria ser la prova definitiva."                          |
| 6 Riu amunt        | 20 d'octubre de 2024   | 9,9%          | 43.000 2,9%      | "Sense saber-ho, la Júlia i la Meri estan molt a prop del veritable culpable... potser massa i tot."            |